# Minnivale
Minnivale är en ort i Australien. Den ligger i kommunen Dowerin och delstaten Western Australia, omkring 150 kilometer nordost om delstatshuvudstaden Perth.
Trakten runt Minnivale är nära nog obefolkad, med mindre än två invånare per kvadratkilometer.. Närmaste större samhälle är Dowerin, omkring 15 kilometer sydväst om Minnivale.
Trakten runt Minnivale består till största delen av jordbruksmark.  Genomsnittlig årsnederbörd är 414 millimeter. Den regnigaste månaden är september, med i genomsnitt 57 mm nederbörd, och den torraste är december, med 12 mm nederbörd.